# Valentina Rastvorova
Valentina Ksenofontivna Rastvorova (en russe : Валентина Ксенофонтівна Растворова), née le 17 juin 1933 à Odessa et morte le 24 août 2018 à Moscou (Russie), est une fleurettiste soviétique puis russe.

## Carrière
Licenciée au Dinamo Moscou, Valentina Rastvorova dispute l'épreuve individuelle de fleuret aux Jeux olympiques d'été de 1956 mais ne passe pas le premier tour. Elle est sacrée vice-championne olympique en fleuret individuel et championne olympique par équipe aux Jeux olympiques d'été de 1960 à Rome. Aux Jeux olympiques d'été de 1964 à Tokyo, elle remporte la médaille d'argent en fleuret par équipe et ne passe pas le premier tour de l'épreuve individuelle.

## Famille
Valentina Rastvorova est la femme du nageur et joueur de water-polo Boris Grishin et la mère du joueur de water-polo Evgeniy Grishin et de l'escrimeuse Yelena Grishina.